# Mecynostomella caledonia
Mecynostomella caledonia is een schietmot uit de
familie Kokiriidae. De soort komt voor in het Australaziatisch gebied.